# Зейналов, Азер Зейналабдин оглы
Азер Зейналабдин оглу Зейналов (азерб. Azər Zeynalabdin oğlu Zeynalov; род. 13 декабря 1964, Нахичевань) — известный азербайджанский оперный певец (лирико-драматический тенор). Народный артист Азербайджана (1998) и Дагестана (2008). Профессор.

## Биография
Азер Зейналов родился 13 декабря 1964 года в городе Нахичевань. 

Окончил три высших учебных заведения — Азербайджанский государственный университет культуры и искусств (режиссёрское отделение), Итальянскую государственную консерваторию имени Агостино Стеффани (вокальное отделение) и Бакинскую музыкальную академию (вокальное отделение). 

С 1990 года — солист Государственного театра песни имени Рашида Бейбутова.

С 1996 года — солист Азербайджанского Государственного Академического театра оперы и балета. Исполнитель главных ролей в операх азербайджанских и европейских композиторов. Известен также как исполнитель песен, романсов и народных песен. Гастролирует во многих странах, выступая в крупных концертных салонах мира.

С 2001 года — заведующий кафедрой вокала в Азербайджанском государственном университете культуры и искусств.

С 2016 года — заведующий кафедрой вокала в Азербайджанской национальной консерватории.

Aвтор учебника «Вокальное исполнительство».

Женат. Отец четырёх сыновей.

## Список ролей
- Узеир Гаджибеков «Аршин мал алан» — Аскер (премьера в 1997 г.)
- Джузеппе Верди «Травиата» — Альфред (премьера в 1998 г.)
- Фикрет Амиров «Севиль» — Балаш (премьера в 1998 г.)
- Руджеро Леонкавалло «Паяцы» — Канио (премьера в 2000 г.)
- Васиф Адигезалов «Натаван» — Хасай бек (премьера в 2004 г.)
- Узеир Гаджибеков «Не та, так эта» — Мешади Ибад (премьера в 2006 г.)
- Джакомо Пуччини «Тоска» — Каварадосси (премьера в 2009 г.)
- Джузеппе Верди «Отелло» — Отелло (премьера в 2014 г.)

## Награды
- Народный артист Азербайджанской Республики (24 мая 1998 года) — за большие заслуги в развитии азербайджанской культуры[1].
- Народный артист Республики Дагестан (22 апреля 2008 года, Республика Дагестан, Россия) — за заслуги в области искусства и высокое исполнительское мастерство[2].